# فرانسيسكو مينينديز فالديفيسو
فرانسيسكو مينينديز فالديفيسو (بالإسبانية: Francisco Menéndez Valdivieso) (و. 1830 – 1890 م) هو سياسي من السلفادور .